# Gerald Henry Rendall
Pour les articles homonymes, voir Rendall.
Gerald Henry Rendall, né le 25 janvier 1851 à Harrow, mort en 1945, est un professeur et théologien de l'Église d'Angleterre.

## Biographie
Il fait ses études au Trinity College de Cambridge, où il est fait diacre en 1898 et prêtre en 1899. Il est conférencier et directeur d'études adjoint au Trinity College de 1875 à 1880, principal à l'University College de Liverpool de 1881 à 1898, professeur de grec (chaire Gladstone) de 1891 à 1898, vice-chancelier de Victoria University de 1890 à 1894, membre du Gresham University Comittee de 1892 à 1893 et prédicateur de Lady Margaret à Cambridge en 1901. À partir de 1898, il est professeur de Charterhouse School.
Anglican libéral en théologie, il prépare une édition de l'épître de Barnabé, avec une traduction et des commentaires, l'Epître de saint Barnabé, parue en deux volumes à Londres en 1877, et une Vie de Pline, publiée pour l'édition du troisième livre des Lettres de l'auteur latin par J.E.B. Mayor's edition en 1880. Il traduit les Pensées de Marc Aurèle en 1898. Il écrit l'Empereur Julien, Paganisme et Christianisme, paru à Cambridge en 1879, le Berceau des Aryens, paru à Londres en 1889, dans lequel il reprend les idées développées en 1883 et en 1886 par Karl Penka, et les Epîtres de saint Paul aux Corinthiens: une étude personnelle et historique de la date et de la composition des épîtres (1909).